# 特捜戦隊デカレンジャーの登場人物
特捜戦隊デカレンジャーの登場人物（とくそうせんたいデカレンジャーのとうじょうじんぶつ）では、特撮テレビドラマシリーズ『特捜戦隊デカレンジャー』に登場する架空の人物、およびキャラクターを記述する。
なお、テレビシリーズ以外の作品に登場したキャラクターは以下の項目を参照。
- 劇場版に登場…特捜戦隊デカレンジャー THE MOVIE フルブラスト・アクション
- Vシネマに登場…特捜戦隊デカレンジャーVSアバレンジャー・魔法戦隊マジレンジャーVSデカレンジャー・特捜戦隊デカレンジャー 10 YEARS AFTER・スペース・スクワッド・特捜戦隊デカレンジャー 20th ファイヤーボール・ブースター

また、シリーズ内の他の作品に登場した際の詳細については特捜戦隊デカレンジャー#他媒体展開を参照。

## 特捜戦隊デカレンジャー
デカレンジャーチームのメンバーの苗字は推理小説作家、下の名前はお茶の名前に由来する。
メンバーは変身の前後ともにニックネーム、もしくは本名で呼び合う。キャッチコピーは個人のものではなく、宇宙警察のものを分担する形で名乗り上げる。
- キャラクター設定は、5人が最初からいる状態は久しぶりだったため、レッドは熱い、ブルーはクール、ピンクは可愛くて元気というパターンに落とし込んだが、残りの2人は脚本の荒川の趣味が反映されており、常にバランスを取ろうとするが、不意に意外なことをやったり言ったりして、みんなを和ませたり驚かせたりするなど、普段は地味だがやるときにはやる名古屋人的な性格となった[2]。

赤座 伴番（）
演 - 載寧龍二
本作品の主人公。愛称はバン。双子座のB型。
地球署の新任刑事で、逆立った髪型が特徴。アヌビス星の古武術がもとになった二丁拳銃を使う宇宙警察の拳法と射撃を融合させた宇宙警察銃拳法ジュウクンドーを得意とし、装備も他の4人とは異なり接近戦用の武器を持たない。
熱すぎるほどの正義感に立脚したポジティブな正義感と行動力、直感の持ち主で、破天荒な行動のため宇宙警察学校のS.P.D養成所時代は問題生徒だったが、地球署では水を得た魚のように活躍する。嫌いな食べ物は梅干し。また、四字熟語を口癖とするものの、中には熟語とは言い難い怪しい造語も多い。ドライビングテクニックにも長け、100メートルを11秒ジャストで走ることができる俊足の持ち主でもある。新撰組隊士であった赤座 伴之進（）を祖先に持つ。
かつて第28銀河系の惑星チャンベーナでのスペシャルポリス見習い時代に担当したディアマンテ星人ドン・モヤイダによる事件にて、逃走中のドン・モヤイダに轢かれ死亡した少年の夢であった「宇宙一のスペシャルポリスになる」という願いを自身が代わりに叶えることを目標としており、スワットモード習得課程の訓練においてはその目標を意識するあまり自分のことしか考えられず周囲に目を向けられなくなったが、訓練の中で宇宙一のスペシャルポリスになるには個人の力だけではなく仲間と力を合わせることが必要だと悟り、「宇宙一のスペシャルポリスとは、宇宙一のチームの一員になること」という結論に達した。やがてチームを精神的に牽引する存在へと成長し、地球署の中心的存在になるほど信頼を勝ち取ってゆく。
ホージーとは意見を対立させてぶつかり合うことも多いが、彼を「相棒」と呼び何かと親愛の情を見せる。当初、テツに対しても、感情をあらわにして反発したが、打ち解けてからは「後輩」と呼ぶことがある。後に共闘した伯亜 凌駕 / アバレッドや小津 魁 / マジレッドとも意見を巡って対立したが、お互いを認め合うようになった。しかし、作中では主に女性へのナンパなどで彼らやセンちゃんと張り合ったり、八つ当たりを行うことも多い。
ダイナモ星人テリーXによる事件の解決後、その働きぶりをギョクに見込まれ、彼が組織したファイヤースクワッドにスカウトされる。そして正式に同組織への異動が決まるも、「地球署には自分のような『火の玉』がいないと駄目だ」との考えから異動に乗り気ではなかったが、自身をも超えるテツの火の玉的行動によって吹っ切れ、アブレラをデリートした後、ファイヤースクワッドに転任。劇場版に登場したレスリー星人マリー・ゴールドに一目惚れしており、それがきっかけで将来はレスリー星の署長を目指しているらしい。勝利の決め台詞は「メガロポリスは日本晴れ！」。
- バンの髪型は、演じる載寧龍二のオーディションでの髪型が原型となっており、載寧は台本の描写から週刊少年ジャンプの漫画に登場するようなキャラクターをイメージしていた。

デカレッド
声 - 載寧龍二、スーツアクター - 福沢博文、大藤直樹、大林勝
バンが変身する戦士。スーツおよびデカマシンに記されたナンバーは1。名乗り口上は「ひとつ！非道な悪事を憎み！」。
射撃力に優れており、2丁のディーマグナムを使い、ジュウクンドーで戦う。また、スピードが秀でており、格闘戦も得意とする。
スワットモードでは、ディーリボルバーでもジュウクンドーを用いる。チーム戦術の理解により連携攻撃や援護が向上している。
その後の作品への登場
『魔法戦隊マジレンジャーVSデカレンジャー』
ファイヤースクワッドの一員として宇宙で戦っていたが、エージェントXを追って地球に帰還。エージェントXに殺害された宇宙人の家族の写真をペンダントに入れて身に着けており、小津魁にそれを見られた際には「もうこれ以上悲しい家族は1人も生みたくない」と語る。魁とは当初は反目し合っていたが、打ち解けてからは彼を「相棒」と呼び、ホージーを「元相棒」と呼んだ。髪形を変えており、長髪で登場。
『特捜戦隊デカレンジャー 10 YEARS AFTER』
現在もファイヤースクワッドとして活動しているが、ドギー・クルーガーが宇宙マフィアに捜査情報を漏洩した一件により新体制となった地球署に突如訪れる。以前とは打って変わって冷淡な態度を取り、ウメコに猛反発された。しかし、これはいち早く敵の正体を見抜いた上での演技であり、ジャスミンやテツ、スワンらに協力を仰ぐ一方、自身もスワン作の改良型ミラージュディメンションによってキャリーに変装し、ホージーの協力を得て無事に本物のキャリーを宇宙検察庁へ送り届けることに成功した。
- 演じるさいねいは、10年の成長を表現するため、身体や精神の向上だけでなく、人の使い方がうまくなっているという点を盛り込んでいる。

『宇宙戦隊キュウレンジャー』
Space.18に登場。ファイヤースクワッドの隊長になっている。宇宙に突如出現したワームホールから飛び出したキュウレンジャーたちとマーダッコが地球に落下したのを目撃して地球署に通報し、ワームホールの調査を行った。その後ラッキーたちを元の宇宙に返すために地上に降り、ラッキーやナーガ・レイ、十文字撃と共にマーダッコを倒した。

戸増 宝児（）
演 - 林剛史
愛称はホージー。
地球署のデカレンジャーのリーダー的存在で、ドギー不在時には地球署の署長代行も務める。「パーフェクト」などの和製英語で感想を表現しがちで、唯一の肉親である妹の戸増 美和（）も同様である。
頭脳明晰であり、クールでいることにこだわりを持ち、宇宙警察学校のS.P.D養成所を首席で卒業した経歴を持つ超エリートですぐに理屈をこねるが、意外と情に厚く熱いハートを胸に隠している。天才的ハッカーでもある。リコモ星人ケバキーアの事件まで一度も仕事で失敗を犯した経験はなく、実力に裏打ちされたプライドと刑事としての自尊心と使命感、任務に対するプロ意識は誰よりも高いが、激務をこなしつつも特キョウ昇進試験のための勉強や、得意とする射撃の訓練を怠らない優秀な「努力の天才」。また、デカウイングキャノンのシューティングオペレーションもメンバーでは1番熟練しており、コンピュータ関係に強いため科学捜査も得意としている。右腕には警察学校時代の同期生で、親友でもあったビリーザ星人ヴィーノと揃いのブレスレットを身に着けている。それなりに女好きでもあり、女性へのナンパなどでバンたちと張り合うことがあるが、スロープ星人ファラウェイのようなギャル系は苦手な様子。利き手は左。
自分とは正反対の、劣等生かつあらゆる意味で破天荒なバンとは当初は反りが悪く、バンからの「相棒」という呼びかけに対したびたび「相棒って言うな」と切り返していたが、次第にバンとの間に固い友情を結び、ブラウゴールにより地球に引き寄せられた巨大隕石を爆破して地球に帰還する際には巨大隕石へと特攻したバンへの想いを独白した上で彼を「俺にとって最高の相棒だった」と涙ながらに語り、最終決戦では自らバンのことを「相棒」と呼ぶ。
地球署に着任した当初はジャスミンとコンビを組んで捜査を行っていたが、ダイナモ星人テリーXの事件でテリーXに捕らえられた自分たちのフォローに回ったギョクが負傷したことについて強い負い目を感じており、死亡したと思われていたテリーXが再び事件を起こした際にはジャスミン共々に普段の冷静さを失うほどに取り乱す姿を見せる。
- 苗字はアメリカの推理作家であるトマス・ハリスに由来し、Episode.01、02の準備稿では張須宝児という名前であった。
- 演じた林は前作『爆竜戦隊アバレンジャー』のアバレキラー役の最終オーディションに落選しており、本人曰く「戦隊を演じたかった」という夢を1年越しで叶えた形となった。
- メインライターの荒川稔久は、当初ホージーを0か1しか知らないデジタル思考の持ち主の天才で、バンと触れ合うことで変化する姿を描こうとしていたが、長くなりすぎたことで挫折を知らない完璧な人間が初めて挫折し、作品の進行に合わせて努力する秀才という形に改めていった。荒川は、ホージーのエリート感はコンプレックスに基づいており、努力せずに物事をこなす天才的なバンへの嫌悪感に繋がっていたが、これを認められるようになることをホージーの成長として描いたことを語っている。「女ったらし」のような部分も、バンとともにそろって女ったらしとなると、刑事が職務よりも女性が大事なものと子供に思われてしまうため、抑え目となった。

デカブルー
声 - 林剛史、スーツアクター - 今井靖彦、竹内康博（Episode.50）
ホージーが変身する戦士。スーツおよびデカマシンに記されたナンバーは2。名乗り口上は「ふたつ！不思議な事件を追って！」。
戦力バランスに優れており、弱点が少ない。超A級のスナイパーで正確無比な射撃と合理的で無駄のない格闘戦を得意とするなど高度な逮捕術を身に付けている。
スワットモードでは、ディーリボルバーと感知システムの活用により、狙撃能力が向上している。
その後の作品への登場
『魔法戦隊マジレンジャーVSデカレンジャー』
魁と衝突して張り合うバンについて「世話が焼ける相棒さんですね」と言う小津 翼 / マジイエローに、「同時に憧れてもいたけどな」と語った。
『特捜戦隊デカレンジャー 10 YEARS AFTER』
2年前にドギー・クルーガーが宇宙マフィアに捜査情報を漏洩した疑惑が原因で自暴自棄に陥っており、デカベース内では「いつもコンピュータールームで署内の端末でゲームをしている」と噂になっている。しかし実際は単独でドギーの一件について調査しており、バンにはそれを見抜かれていた。

江成 仙一（）
演 - 伊藤陽佑（少年時代：田島健吾）
愛称はセンちゃん。
並外れた勘と推理力にかけては地球署随一の存在。茫洋とした風貌とは裏腹にいたずら好きで、かなりの変人である超アナログ人間。プロファイリングと原因や状況の推理能力に長けている。解決に繋がるヒントを考察しようとする際、「シンキングポーズ」と称して逆立ちする癖がある。地球署に着任した当初はギョクとコンビを組んでおり、「あのころはよく怒られた」と当時を振り返っているほか、ギョクが地球署から離任した後に地球署に着任したバン、ウメコ、テツに彼のことを語っている。
派手な立ち回りは好まず、「地球署一の穏健派で通っている」と自称する通り、おっとりとした口調の柔らかな振る舞いで落ち着いた性格の持ち主。ただし、道理の外れた事象や弱者を虐げる者に対しては激しい怒りをあらわにし、時にはバンをして「俺より大胆」と言わしめる行動をとることもあり、ウメコにも「怒らせると一番怖い」と言われる。口説かなくても優しさで女性に想いを寄せられるが、自身もバンたちと共に女性に迫ったり女性へのナンパで彼らと張り合うこともある。少年時代に井戸に落ちた体験から閉所恐怖症になったが、その際に警官に助けられたことが今の職を志すきっかけともなっている。実家は貧乏だったとのこと。
- 苗字はアメリカの推理作家であるエラリー・クイーンに由来し、Episode.01、02の準備稿では江良里仙一という名前であった。
- 荒川は、ただ優しいというだけでは戦いから離れてしまうため、物静かなりのアグレッシブさとして思考を重視するキャラクターとした。シンキングポーズは、漫画家の手塚治虫がネタに詰まると逆立ちをしていたというエピソードにちなんでいる。サブライターの武上純希は、センが推理を得意になったルーツを描けなかったことを心残りだと述べている。
- Episode.34では、セレブアリエナイザーとの対比から、実家が貧しいという設定が加えられた。
- 「逆立ちをする」という設定は、世界の見方を変えたり、人とは違う視点で物事を見ていることの象徴としている。逆立ちの際の「よっこらせ」は伊藤のアドリブで、アフレコ時にふと言ったものがそのまま定着したものとなった。
- Episode.06の「でかみどり」という台詞は伊藤のアドリブで、後にEpisode.13での「でかしゅにん」という台詞はそのフィードバックとなっている。

デカグリーン
声 - 伊藤陽佑、スーツアクター - 三村幸司
センが変身する戦士。スーツおよびデカマシンに記されたナンバーは3。名乗り口上は「みっつ！未来の科学で捜査！」。
メンバーで最も身軽であり、相手の攻撃を交わすだけでなく攻撃にも応用する。推理力を駆使して相手の動きを見切ることもでき、敵を倒す戦法を立案する。
スワットモードでは、スワットベストによる防御力の向上により荒々しい突撃を行う。通信システムによる後方支援も得意とする。
その後の作品への登場
『魔法戦隊マジレンジャーVSデカレンジャー』
ウメコとデートの約束をしていたが、タキシード選びに迷って遅刻。7人兄弟の長男であることが明かされ、同じ大家族の長男である小津 蒔人 / マジグリーンと意気投合し、最終決戦時には「大家族パワーなら負けません」と言って彼と張り合った。髪形を変えており、テレビシリーズのころよりも若干髪を伸ばしている。
『特捜戦隊デカレンジャー 10 YEARS AFTER』
真相を見抜き行動していたバンからは、敵を欺くためウメコ同様何も知らされないまま任務に赴いたが、持ち前の推理力とお馴染みのシンキングポーズでバンの意図に気付いた。
『スペース・スクワッド』
『ギャバンVSデカレンジャー』冒頭でウメコとの結婚式が描かれる。

礼紋 茉莉花（）
演 - 木下あゆ美（少女時代：浅黄理紗）
愛称はジャスミン。
サイコメトリー能力を持つエスパー捜査官。他者やその所持していた物質との接触によって相手の心や物質の残留思念を読み取ることができるが、能力を使うほど体力を消耗する。日常では能力を発現させないよう手袋をはめている。この能力のために両親に捨てられたり、孤立させられたり、学生時代の友人が自身を疎ましく思っているという本音を知ることになるなど不幸な境遇を負ったことで、能力を忌み嫌い自暴自棄になっていたが、アリエナイザーによる犯行現場を目撃したことで自身も殺されそうになったところをドギーに救われ、諭されたのをきっかけに警察官として超能力を活かす道を選んだ。地球署に着任した当初はホージーとコンビを組んでいる。
スタイル抜群でクールな姿勢を捜査時に貫き、合理的な解決法を探るが、70年代文化の鑑賞や古典落語を聞くことが趣味で、昭和の流行語を好んで口にするなどややアナクロニックな言動や、アリエナイザーや怪重機などにニックネームをつけるという変わった一面も持ち合わせる。作中では、チョウ刑事や元義賊のワンデ星人ニワンデなど熟年男性に受けが良く、2人を見捨てない優しさを見せている。
- 荒川は、ピンクとの対比としたスポーツ万能やお姉さんキャラなど従来の女性イエロー像にしたくないという考えから、本作品の世界観に合わせてSF要素を重視し、ジャスミンをエスパーという設定とした。だが、エスパーという設定にすると万能で、彼女一人だけもいいということにもなりかねるため、超能力者の捜査で現実と透視が微妙にずれているのをテレビで見た荒川が、超能力者でも限界があることで人間味が増すことから、それを視覚的に分かりやすく見せるため、常に手袋をしているものと設定した、
- 70年代テイストは荒川の趣味で、ジャスミンの気遣いで場を和ませるため、おかしな言葉遣いを使ったり、アリエナイザーにすかさずニックネームを付けるものとなった。Episode.01の「ドーンとやってみよう」などの台詞は状況にも合い、懐かしさもあり子供にも喜ばれそうな言葉となっているが、それを探すのには場合によっては3時間くらい悩んでいるという。武上は、ジャスミンが昔の流行語を使う理由を荒川に訪ねたところ、「ホームドラマなど家族を題材にした昭和の文化に興味を持っている」という回答を受けた。武上はこれをもとにEpisode.21で非番で休日を過ごすジャスミンが寄席に行った後に、落語のCDを取ろうとしたときにサキュバスと出会い、彼女に触れたことでアリエナイザーと分かるシーンを書いたが、常に手袋をしていたことと長くなったためカットとなった。その後Episode.35の執筆に際し、ボスを含めた年上の男性に対する思いが昔の文化への興味に転じたと解釈している。
- 塚田は、木下にエスパーの参考資料として『エスパー魔美』と『デッドゾーン』の2つを挙げたといい、全く異なる話だが、どちらも目指す地点だったという。
- 木下は当初、『新世紀エヴァンゲリオン』の綾波レイをイメージしていたという。

デカイエロー
声 - 木下あゆ美、スーツアクター - 橋本恵子、中川素州
ジャスミンが変身する戦士。スーツおよびデカマシンに記されたナンバーは4。名乗り口上は「よっつ！よからぬ宇宙の悪を！」。
冷静な状況判断力で相手の先手を取り、最良の戦術を判断する。パワーでは男性メンバーには及ばないが、ピンクとの連携攻撃で力を発揮する。
スワットモードでは、通信システムの活用によりピンクとの連携精度が向上している。
その後の作品への登場
『魔法戦隊マジレンジャーVSデカレンジャー』
幼少期に自分を捨てた両親が今の自分の活躍を知り、「会いたい」と手紙を出したものの、「自分から捨てたくせに」と会う気になれなかったが、小津 麗 / マジブルーの「それでも家族なら会った方がいい」という言葉を受け、両親と会うことを決意する。髪型を変えており、ショートカットで登場。
『特捜戦隊デカレンジャー 10 YEARS AFTER』
Episode.07、08に登場した日渡 氷狩（）が成長し、同じエスパー同士惹かれあい、宇宙警察学校を卒業後、地球署勤務となって再会したことから交際を始め、後に彼と結婚。日渡 茉莉花（）と改姓し、作中では一児の母として育児休暇中である。氷狩には「マリリン」と呼ばれている。バンに失望し助けを求めに来たウメコを一蹴するが、実際にはその直前に自らのサイコメトリー能力で息子に触れたバンの考えを読み取っており、その後は地球署のテツの前に姿を現してスワンと共に命を狙われた入院中のドギーを護る。息子には氷狩譲りのテレポート能力が備わっており、授乳によって自身もその能力を受け継いでいる他、彼女が触れている人物も一緒にテレポートできるため、地球署や宇宙検察庁など様々な場所をスワンやホージーたちとともに短時間で移動した。
『スペース・スクワッド』
『ガールズ・イン・ザ・トラブル』でウメコと共にヘルバイラに監禁される。
『ヒーローママ☆リーグ』
子供の保育園がいっしょだったことが縁で野乃七海（旧姓）/ハリケンブルー、小津芳香（旧姓）/マジピンクとママ友になる。

胡堂 小梅（）
演 - 菊地美香
愛称はウメコ。
変装とやや危なっかしいものの交渉術を得意とする自称チームリーダー。明るく元気かつ純粋な性格の生来の楽天家で子供や動物に好かれる。突破口を持ち前の行動力で見出す。変装の名人でもある。一方、ネゴシエイターとして交渉術に優れ、おとり捜査を買って出る度胸も持ち、純真に犯人と向き合い、事件解決に導く。趣味は入浴で、風呂に持ち込んでいる3つのアヒル人形にはそれぞれ「ウメヨ」「ウメノスケ」「ウメゴロウ」という名前を付けており、テツに一番風呂を横取りされて怒ったこともある。SPライセンスをアパレルショップに忘れてドギーに怒られた。髪型は茶髪のポニーテール。射撃の腕は5人の中で最も低く、訓練でのスコアは唯一2桁。「手のひらを太陽に」を歌うこともある。
地球署着任はホージー、センちゃん、ジャスミンよりも遅く4番目。ホージーとセンちゃんに対しては「ホージーさん」「センさん」と「さん」付けで呼ぶが、親友であるジャスミンに対しては「さん」付けしない。
ヒロノブという男性と交際し、彼との結婚による寿退職も視野に入れていたが、彼に化けていたスケコ星人マシューに命を狙われそうになったところをセンちゃんに救われ、その後は彼に対し恋心に近い感情を抱いている。
- 「お風呂好き」という設定は、プロデューサーの塚田英明の趣味とされているが、脚本の荒川稔久は「女の子らしい雰囲気という狙いからドジで元気な子供っぽいキャラという設定から来ている」と語っている。入浴中に歌う歌はハナ肇とクレージーキャッツの「だまって俺について来い」や水前寺清子の「三百六十五歩のマーチ」などが候補に挙がったが、ジャスミンとキャラが重複するため、却下となった。

デカピンク
声 - 菊地美香、スーツアクター - 小島美穂
ウメコが変身する戦士。スーツおよびデカマシンに記されたナンバーは5。名乗り口上は「いつつ！一気にスピード退治！」。
ディースティックやゼニボムなどを用いた接近戦を得意とし、先頭を切って戦いに挑む。
スワットモードでは、イエローとの連携精度が増したほか、習得のための特訓によりそれまで劣っていた体力も向上し、アリエナイザーを単独でデリートできるまでになった。
その後の作品への登場
『魔法戦隊マジレンジャーVSデカレンジャー』
センちゃんとの恋仲が進展した様子であり、彼とのデートの約束をするもレストランで待ち合わせをしている際に事件に巻き込まれ、小津家を含めた客に避難するよう指示する。小津 芳香 / マジピンクと家族について語り合った。
『特捜戦隊デカレンジャー 10 YEARS AFTER』
ドギーの一件に関して冷淡な態度を取るバンを非難し、ジャスミンに協力を仰ぐも断られる。この一件で自信を失うもセンちゃんの励ましにより自信を取り戻し、懸命にキャリーを護ろうと努力する。キャリー移送中敵に襲われた際、ホージーとセンちゃんが戦線を離脱し、アサムとムギにもドロイドを押し付けられるもなんとかその場を脱し、さらにアサムとムギの正体を知る。アサムとムギに囚われたキャリー（実際はバンの変装）に対して、かつての戦いを振り返った。その後キャリーを殺そうとしたレイドリッヒたちの前に単身で飛び出し窮地に陥るも、変装を解いたバンによって救われる。その後、自身はセンちゃんと共に「何も知らない役」とされていたことを知り、バンの作戦を賞賛した。
『宇宙戦隊キュウレンジャー』
Space.18に登場。オリオン号が地球に不法侵入したという通報を受け、並行宇宙から来たために惑星間ビザを持っていないショウ、ハミィ、ガルを逮捕し事情聴取を行った。
『スペース・スクワッド』
『ギャバンVSデカレンジャー』でセンちゃんとの結婚式が描かれる。『ガールズ・イン・ザ・トラブル』ではジャスミンと共にヘルバイラに監禁される。

姶良 鉄幹（）
演 - 吉田友一（少年時代：小室優太）
愛称はテツ。
本部長官直属特キョウ1班所属の地球人捜査官。デカレンジャーの6番目の戦士。Episode.22でヘルズ3兄弟を追って地球に派遣され、事件解決後そのまま地球署駐在となる。左腕に装備したブレスロットルでデカスーツを装着して、デカブレイクに変身する。
生意気だが明るく屈託のない性格で、犯罪者相手には基本的に不敵な姿勢を取る現実主義だが、根は素直で人懐っこく、普段の言動はある意味天然とも思えるほど純粋。当初はバンたちのやり方を批判し見下した態度を取っていたが、彼らの戦う姿に心打たれたことにより打ち解け、特にバンに対しては「先輩」と呼んで尊敬するようになった。また、スワットモードに憧れており、エンディングのミニコーナーではウメコのディーリボルバーを取り上げ、嬉々として紹介している。「ナンセンス」と「なんかイイ」が口癖。作中にて女装を披露しており、その姿を見たアモーレ星人バーチョに恋される。
幼少時にスペキオン星人ジェニオの起こした事件の巻き添えで両親を失い、宇宙警察本部の保護下で英才教育を受けて育った過去を持つ。そのため地球署のデカレンジャーより年下だが、訓練生時代を含めると宇宙警察官としては15年近くものキャリアを持つ。
ダイナモ星人テリーXによる事件の解決後、ファイヤースクワッドへの異動が決まったものの「俺みたいな火の玉が地球署には必要なんだ」と異動に乗り気でなかったバンに、自身が代わりに火の玉になることを宣言。バンがクラーン星人ジェリフィスに体を乗っ取られた際には、当初は彼の心臓を止めることに躊躇いを見せるも、バンの檄と頼みを受けて迷いを吹っ切り、ジェリフィスをバンから追い出すために超電撃拳ハイパーエレクトロフィストでバンの心臓を止めて仮死状態にし、ジェリフィスがバンから離れた後に電流を伴った心臓マッサージでバンを蘇生させる。この行動はバンに「俺以上に火の玉野郎だ」と言わしめ、ファイヤースクワッドに異動する決意を固めさせた。バンの転出後は正式に地球署に転属し、さらに通常捜査官として階級章が銀色のバッジになる。
地球署の5人とは違い、自らの口上を持っているが、5人の口上に加わることもある。
- 万能でエリートの追加戦士だと目立つため、力はあるが立場は一番下にある後輩となり、声のみの登場で期待感を盛り上げ、彼の指示を無視したデカレンジャー5人の犯したミスでボンゴブリンを巨大化させることで、特キョウの圧倒的な優位性を見せ付けている。荒川は、登場当初のテツについて、特殊な環境で育った純粋培養であるため悪気はないが知識を披露しており、社会性がなく、人間関係の作り方を知らなかっただけと述べている。監督の中澤はテツは宇宙に15年もいたため帰国子女と捉えており、あまり日本語も喋っていなかったと想定しており、Episode.23では「地球の言葉で言うと、ウ〜ン、足手まといってヤツですか」と言わせている。
- Episode.26の脚本を担当した横手美智子は、チャレンジのつもりでテツの女装を書いたが、そのまま通ってしまったと述べている。同話の監督を務めた坂本太郎は、吉田の女装が想像以上に似合っており、素顔でも問題なかったと評している。Episode.45の監督を務めた鈴村展弘も同様に評価しており、前回のメイクが濃かった反省から同話ではナチュラルメイクとしている。
- Episode.50のエピローグでは、バンを引き継いでテツが三代目デカレッドになるという案も存在した。

デカブレイク
声 - 吉田友一、スーツアクター - 大岩永徳、佐藤賢一（Episode.50）
テツが変身する戦士。スーツに記されたナンバーはⅥ（6）。名乗り口上は、単独時は「無法な悪を迎えうち、恐怖の闇をぶち破る。夜明けの刑事」、地球署のメンバーと共に名乗る際は「むっつ！無敵がなんかイイ！」。
正拳アクセルブローを用いる。
- Episode.23で、ブレイクダンスをしながら壁から出てくるというのは、塚田の提案によるもの。

その後の作品への登場
『魔法戦隊マジレンジャーVSデカレンジャー』
通常捜査官と特キョウの任務を兼任しており、再び金色のバッジとなった。同作品ではヒカル / マジシャインとともに女装しており、小津兄弟のいとこの「小津テツ子」と名乗っている。髪型を変えており、金髪に染めた髪を逆立てた髪型で登場。
『轟轟戦隊ボウケンジャーVSスーパー戦隊』
当初は潜入捜査をしており、自身を訪ねてきた高丘 映士 / ボウケンシルバーに「広域指定宇宙マフィア極龍ファミリーの若頭・ぶっこみのテツ」と名乗って彼を追い出す。マフィアをデリートした後は野乃七海 / ハリケンブルー、アスカ / アバレブラック、小津翼 / マジイエローと合流し駆け付けるも、一度は足の引っ張り合いから仲間割れを起こし、責任を擦り付け合った。スーパー戦隊アドレスブックに記載されている住所は「東京都 宇宙警察地球署管理 宇宙警察地球署独身寮D-06」。
『特捜戦隊デカレンジャー 10 YEARS AFTER』
昏睡状態に陥ったドギーに代わって地球署の署長代理を務めている。バンの作戦を知らされ、協力する。単独でライディングデカレンジャーロボを操縦し、クローン・アブレラを撃破。その後はデカレンジャーに加勢し、連携の必殺技でレイドリッヒを倒した。
『スペース・スクワッド』
『ギャバンVSデカレンジャー』で、連続吸血鬼事件の容疑者であるニダスミー星人イベットを逮捕する。

## 地球署
アヌビス星人 ドギー・クルーガー
声 - 稲田徹、スーツアクター - 日下秀昭
愛称はボス。
地球署の署長で、経験と実績に裏打ちされた指揮を執り、優しさと厳しさを併せ持つため、デカレンジャーの面々からの信頼も厚い指揮官。「銀河一刀流」と呼ばれる宇宙最強の剣術の免許皆伝者であり、かつては師匠とその息子にして自身の弟弟子であるボクデン星人ビスケスとともに修行していた。
かつては地獄の番犬と犯罪者たちから恐れられた鬼刑事で、特キョウからも一目置かれている。自分の勘に絶対の自信があり、無難な策を取るより自分の直感を優先することがあるが、その裏には経験に裏付けされた確かな考えと自信が見え隠れする。一方で仕事以外の面では、東映太秦映画村でスワンと一緒に江戸時代風の着流しを着て楽しんだり、テツに頼まれて彼らに焼肉を奢ることもある。スワンとは強い信頼関係で結ばれており、スワンが事件に絡むと妙に感情的になることがある。普段は人間と同じ言葉を喋るが、悩んでいる時や痛い時は本物の犬と同じように、唸り声を発したり咆哮したりする。また、旧友のブンターとは現在は犬猿の仲であるが、険悪な様子もなく会話している。地球署が設立される以前にも地球にいたことがあり、アリエナイザーに襲われていたジャスミンを救い、彼女がスペシャルポリスを目指すきっかけを作った。
マスターライセンスでデカスーツを装着して、デカマスターに変身する。
- 荒川と武上は、童謡「犬のおまわりさん」から犬がボスであると推察している。デザインモチーフはドーベルマンであり、普通のイヌ科動物との差別化のため耳が魚のヒレのような形状となっている。イヌがモチーフに決まる前の初期案では、俳優に特殊メイクを施す人間型なども検討されていた。
- スーツアクターを務めた日下秀昭は、テレビドラマ『太陽にほえろ!』に憧れて俳優を目指したため刑事役に思い入れがあり、ドギーの演技では石原裕次郎をイメージしており、声を演じる稲田徹も石原のほかに渡哲也をイメージしている。ドギーのマスクは口が覗き穴になっているため、アクションシーンでは口を開けた状態で立ち回りを行っている。
- 稲田は犬っぽさを出すため、困ったときや感情が高ぶったとき、自分の考えに入ったときには「グルルル…」と唸る、ということを入れている。

デカマスター
声 - 稲田徹、スーツアクター - 日下秀昭、岡元次郎、福沢博文（Episode.13アクション）
ドギーが変身する戦士。スーツに記されたナンバーは100。名乗り口上は「百鬼夜行をぶった斬る、地獄の番犬」。
作中における戦闘では、リバーシア星人ブリッツ・ヘルズとの戦い、もしくは人質を取られたなどの策を用いられた場合を除けば敗北したことはない。だが、それゆえに部下たちに依存心が生じるのを何よりも危惧し、かつその精神的成長を促すべく、「よほどのピンチに陥らない限りは変身しない」と自他共に厳しい態度を貫いている。
「デカマスターに変身中、マスクの中で鼻はどうなっているのか」とEpisode.14エンディングのミニコーナーでバンに尋ねられたが、本人曰く「聞いてはいけない」らしい。
- 変身しない理由には、制限時間や古傷の影響などの案もあった。
- 「変身後に鼻づらはどうなるか」というのは、大人の事情でなったものであるとしており、視聴者も気にすると思ったことから、言われる前に自分から言うため、前述のミニコーナーで言及するものとなった。
- 100人斬りというのはデカマスターの強さとかっこよさを見せるため、次々と大勢の敵を斬り倒していくというものであるものと、剣を使わないデカレンジャーの殺陣との差別化からきている。

その後の作品への登場
『特捜戦隊デカレンジャーVSアバレンジャー』
背骨のずれが原因で2,000回に1回狙いを外しているという密かな悩みを抱えていたが、整体師である三条幸人 / アバレブルーに見抜かれ、治してもらう。地球に来た当初は軽食喫茶店「恐竜や」の常連だったらしく、店主の杉下竜之介とは「ドギちゃん」「杉さん」の愛称で呼び合う仲。
アトラクションショー『特捜戦隊デカレンジャーバトルステージ ～エマージェンシー！伝説の宇宙刑事～』
宇宙警視総監となったギャバンと親友であるとされている。
『特捜戦隊デカレンジャー 10 YEARS AFTER』
2年前、宇宙マフィアのキュルリアンファミリーに捜査情報を横流しして莫大な利益を受け取り、取引を目撃した一般人（キャリーの父）を口封じのために殺害するという容疑をかけられ、その逃亡中にマフィアの一人に撃たれ、重傷を負い、意識不明の重体となったとされている。実際はレイドリッヒの陰謀であり、昏睡状態が続いたのも、点滴に毒を少量ずつ入れられていたためであった。ジャスミンとスワンに助けられて意識を取り戻した後に病み上がりの身ながらもデカマスターに変身し、レイドリッヒと交戦中のデカレンジャーを救いディーソードベガをデカレッドに託す。戦いが終わった後にスワンに「愛してる」と告げた。

チーニョ星人 白鳥 スワン（）
演 - 石野真子
地球署のメカニック担当。愛称はスワンさん。一対は翼状になっている二対の耳を除けば地球人に似た外見を持ち、首からぶら下げているフロントホック式のゴーグルと白衣がトレードマーク。システムやロボットの整備および開発が専門だが、科学捜査にまつわる知識にも造詣が深く、あらゆる証拠物の分析、復顔術やプロファイリングもこなす。また本人曰く「算数は得意」とのことで、緊急時にそろばんで複雑な計算を正確にこなしている。その実績を買われ、ヌマ・Oにも直々に科学捜査研究所所長への就任を要請されるほどの天才だが、地位や名誉には興味がない。
仕事場であるメンテナンスルームは「鉄工所」と呼ばれ、半ば彼女の私室と化しており、仕事の合間にお茶をたしなむこともある。地球署の刑事たちの活動を温かく見守っている母のような存在であり、時折デカレンジャーたちの相談にも乗っている。またドギーとは、男女の性別を越えた強い友情で結ばれており、彼のことを親しみを込めて「ドゥギー」と呼んでいる。かつては宇宙警察科学捜査研究所でポッペン星人ハイマルとともに働いていた。
捜査官ではないが、デカスーツを装着しデカスワンに変身することができる。
- 当初は、警察の制服のようなデザインだったが、メカニックのためツナギとなった。
- 荒川によれば、企画段階で設定されていた「小料理屋のママ」と、菅原文太をイメージしたエンジニアを統合したキャラクターであり、コーヒーメーカーは最初の設定の名残だという。

デカスワン
声 - 石野真子、スーツアクター - 小野友紀
Episode.36に登場。スワンが変身する戦士。名乗り口上は「真白き癒しのエトワール」。
白鳥の舞のような流麗な動きで戦う。
スワン曰く「4年に一度しか変身しない主義」らしく、劇中で戦闘を行ったのはEpisode.36のみである。
- デザインは森木靖泰が担当した。デカスワンのスーツは、スワンが普段白衣の下に着ている服に面、胸当て、グローブ、ブーツを付けたもの。肩とゴーグルには翼をイメージしたパーツを付け、耳の部分は変身前のスワンをイメージしている。スワン役を演じている石野は後に、この変身は自らスタッフにお願いすることで実現したことを語っている。メイン監督の渡辺勝也はオリジナルビデオ『特捜戦隊デカレンジャーVSアバレンジャー』の撮影と重なりレギュラーキャストのスケジュールを抑えられなかったため、デカスワンを登場させたと述べている。

その後の作品への登場
『魔法戦隊マジレンジャーVSデカレンジャー』
小津深雪 / マジマザーとはドギーと共に友人関係にある。髪型を変えており、ショートカットで登場。
『特捜戦隊デカレンジャー 10 YEARS AFTER』
地球署を離れ、科学捜査の独立部門で研究をしている。テツの前に姿を現し、ジャスミンと共に昏睡状態のドギーの下へ向かった。点滴に毒が混ぜられていたことを見抜き、ドギーを治療。事件終了後、ドギーから「愛してる」と告げられ、自身も同じであると返した。

マーフィーK9（）
Episode.05より登場したロボット警察犬。最新型の超高性能AIを搭載し、鋭い嗅覚と抜群の走力を持つ。能力は優秀だが気難しいところがあり、当初はスワンにしか懐いていなかったが、初の任務で自分を最後まで信じてくれたウメコにも心を開くようになる。ややいたずらものの面があり、怒りっぽい。キーボーンを咥えることで起動スイッチが入り、必殺武器のディーバズーカに変形する。
- マーフィーの描写はCGと造形物を併用している。操演は助監督の荒川史絵や監督の竹本昇などが担当した。竹本は前作『アバレンジャー』の爆竜の操演が生かされたという。

その後の作品への登場
『魔法戦隊マジレンジャーVSデカレンジャー』
ファイヤースクワッドに招集されており、その際にデカレッドの新装備バトライズモードへの変形機構が搭載された。
『轟轟戦隊ボウケンジャー』
同作品のミニコーナー『30戦隊大全集』にて、デカレンジャーが紹介された際に登場している。
『スーパー戦隊199ヒーロー大決戦』
ウメコと共にパトロールをする姿が見られた。

## 宇宙警察
ホルス星人 ヌマ・O（）
声 - 岸野一彦
全宇宙の警察機構を統率する宇宙警察本部長官。非常時には黒いデカベースクローラー（宇宙警察本部庁舎）を指揮して前線に出ることもある。
- デザインモチーフは鷲。強さよりも高貴なイメージでデザインされた。

オクト星人 ポルポ
声 - 二又一成
Episode.01、36に登場。バンの宇宙警察学校のS.P.D養成所時代の教官で、彼の無鉄砲さに手を焼いている。
- デザインモチーフはタコ。脚本では声だけの描写であった。

トート星人 ブンター
声 - 楠見尚己 / スーツアクター - 今井靖彦（Episode.32・33）、岡元次郎（Episode.36）
Episode.32、33、36に登場。ゴリラのような容姿で、スワットモード習得訓練の担当教官を務める。ドギーとスワンとは旧知の間柄で、タダガモ星での任務までは同じチームに属していた経歴もある。本人曰くドギーとは「犬猿の仲」ではあるが、決して仲は悪くない。バナナが大好物で、葉巻も嗜む。訓練はスパルタそのもので、「ロジャー」ではなく「サー、イエッサー」と言わせる。
最初の試験では温厚な態度で接していたが、デカレンジャーが結果的に全滅した際には厳格な態度となって罵倒し、特に戦列を乱したことでその原因を作ったバンを酷評する。その後も彼らへの非常に過酷な訓練を強い、「宇宙一のスペシャルポリスになる」ことを語りながらも仲間のことを考えられなくなっていたバンに対しては「宇宙一のスペシャルポリスとは何だ？」と問いかけた上で、「その答えがわからないようでは、それにはなれない」と痛烈に突き放したが、彼が訓練の中でチームと仲間の大切さを知り、「宇宙一のスペシャルポリスとは宇宙一のチームの一員になること」であると返答すると、スワットモードの習得を認めた。
スワンの授賞式にも参加しており、ハイマルが宇宙警察を退職したことをスワンに話し、彼を心配する様子を見せた。急に地球へ戻ることにしたスワンにスピーチの代理を任され、困惑しながらも引き受けている。
- デザインは企画者104の松井大が担当し、頭部のみ描かれた。デザインイメージは、ドギーのゴリラ版。イヌをモチーフとしたドギーとの対比としてサルをモチーフとする要素は、アブレラのデザインでも検討されていた。
- Episode.36の監督を務めた渡辺は、ブンターを再登場させることで世界観の広がりを出すことを意図していたと述べている。

クラレンスK9（）
Episode.32、33に登場。ブンターの助手のような役割を務めるロボット警察犬。頭部のデザイン以外はマーフィーと同型のロボット警察犬であるが、AIの個体差によりマーフィーとは対照的な素直な性格となっている。

テラン星人 チョウ・サン
声 - 加藤精三、スーツアクター - 今井靖彦
Episode.35に登場。ドギーすら敬意を表し、緊張するほどのベテラン捜査官で、実際にすでに署長の地位にある彼を「新米」呼ばわりしている。宇宙警察地球署設立以前に、地球に駐在してアリエナイザー犯罪などに当たっていた。ジャスミンの瞳に、亡き娘の面影を見ている。
- 初期案では、チョウが犯人側に殺されるという案も検討されていた。

リュミエル星人 リサ・ティーゲル
演 - 七森美江
Episode.40に登場。特キョウ第1班のチーフである捜査官。デカスーツを装着してデカブライトに変身する。
テツの上司にして武術や教育などの直接の師であり、口癖である「なんかイイ」もテツに引き継がれている。職務遂行に当たって一切の感情を挟まない厳格さを備えており、テツ曰く「怖い教官」だったとのことで、テツの当初の態度も彼女の影響らしい。また、自身より立場が上に当たるドギーとスワンに反抗的な態度をとっている。ただし、それらは全て「血気にはやって死んでいったスペシャルポリスを嫌と言うほど見てきた」という理由によるもので、「鉄幹にはあんなふうになってほしくない」と語っており、テツに対する愛情も深い。
パイロウ星人コラチェクを追って地球を訪れた際に、犯人の逮捕より救助活動を優先したテツに怒りをあらわにし、「事件が解決したら、再び本部に連れ戻してもう一度1から鍛え直す」と宣言する。再びコラチェクが現れたことでテツと共に出動するも、コラチェクにより火傷を負わされた少女を助けることを優先したテツに「半人前の特キョウなどノーマルバッジにすら劣る」と言い放ち、デカベースに戻って本部に戻る準備をするよう指示するが、結果的にテツが少女を助けたことがコラチェクの正体を見破るきっかけになったこと、さらにテツの「バッジの色がどうであろうと、人を守りたい」という言葉を聞いて、事件解決後は地球署に留まることを許可した。また、当初は地球署のデカレンジャーの捜査への取り組み方を批判し「ノーマルバッジ」、「あんな奴ら」と見下していたが、後に彼らに対する評価も改める。
- 既にデカスワンや劇場版のマリーなどの女性戦士が登場していたことから、当初は男性キャラクターとして検討されていたが、脚本を担当した横手美智子の提案により女性上司に改められた。横手は、男性上司が厳しいのは当たり前なので女性にしたかったといい、テツの人物形成にも説得力があったと述べている。
- デザインを担当した森木靖泰は、キャスティングが判明していればもっとアダルトなイメージにしていたと述べている。

デカブライト
声 - 七森美江 / スーツアクター - 大林勝
リサ・ティーゲルが変身する戦士。名乗り口上は「なみいる悪を白日のもと暴き出す。光の刑事デカブライト」。
デカブレイクと同じく正拳アクセルブローを用い、ブレイクとの連携攻撃も行う。
- デカブライトのデザインは森木靖泰が担当した。スーツは新期に造形された。イメージソースはデカブレイクで、デカマスターのような胸部アーマーを追加して、上司的にデザインされた。

レオン星人 ギョク・ロウ
声 - 浪川大輔、スーツアクター - 福沢博文
Episode.47、Finalに登場。地球署設立時に初代デカレッド候補として赴任している。ホージー、センちゃん、ジャスミンからは「ギョクさん」、スワンからは「ギョクちゃん」と呼ばれる。ダイナモ星人テリーXの事件で左足を負傷した後遺症により杖をついている。
地球署に着任した当時のホージー、センちゃん、ジャスミンの恩師で、「心は熱く、頭は冷静に」を信条としており、かつてコンビを組んでいたセンちゃんからは「スペシャルポリスの鑑とも言える素晴らしい刑事」と評されている。また、バンに連れられて再び地球に来た際、久々に再会したセンちゃんに「誰だっけお前？」と冗談を飛ばす。
負傷が原因でスペシャルポリスとしての活動を断たれたことにより第一線を退き、地球を離れ長らく音信不通となっていたが、その間にチームカラーと階級章は「燃える炎のレッド」で、自身が「赤き特キョウ」と称する、宇宙警察の中でも特に優秀な刑事を選抜した新捜査機関であるS.P.Dファイヤースクワッド（S.P.D-F.S）を秘密裏に組織する。ダイナモ星人テリーXの事件の解決後、ホージーとジャスミンのために無茶をしてまでも自身を探し出したバンに可能性を見出して彼をファイヤースクワッドに選抜し、バンの転属後はファイヤースクワットを率いている。
- デザインモチーフはライオンで、隈取りのようなラインや、結んだ長髪などで過去にないライオンモチーフとの差別化を図っている。
- Episode.47の監督を務めた中澤祥次郎は、初代レッドであることからデカレッド役の福沢をスーツアクターに指名した。

## アリエナイザー
地球人には出来ない不可思議犯罪を起こす異星人犯罪者の総称。アリエナイザーたちは多種多様な目的で犯罪行動を起こすが、組織的な連携は一切ない。

エージェント・アブレラ
声 - 中尾隆聖 / スーツアクター - 岡本美登
明確な敵組織が設定されていない本作品において、レギュラーとして登場する敵役。
地球署が設立される前から様々なアリエナイザーの地球での犯罪活動に荷担してきた宇宙の武器商人。怪重機の販売やレンタル、傷害巨大化保険など守備範囲は広く、私兵も有しており、アリエナイザーからの信頼は篤い。顧客である他のアリエナイザーに対しては基本的に毅然とした態度をとるが、ヘルズ3兄弟には恐怖を感じて地球での商売の断念を考えたり、サウザン星人ギネーカらに対しては表面上は慇懃に振る舞いつつも、内心では「馬鹿息子」呼ばわりし嫌悪していた。
多くの銀河や星々を商売のために滅ぼしながらも、自分の正体は完璧に隠し通しており、パンスペースクライムファイルにも記載されておらず、デカレンジャーとの初対面および彼らがその存在を認識したのはスロープ星人ファラウェイによる事件でのことで、デカベース占拠事件の途中にてその正体が「7つの銀河で惑星間戦争を引き起こし、第12銀河を消滅させた、宇宙犯罪の中でも史上最悪と謳われるレイン星人」であることが判明する。レイン星人は宇宙で一番頭が良く、改造やドーピングによる超進化を繰り返したため一人一人が異なったルックスを持つとされるが、その中でもアブレラは特に頭が良いという。戦闘能力も高く、手から衝撃波を放つことができ、マントは腕と一体化してコウモリのような翼になる。また、無数のコウモリ型の飛行物体に分裂して飛行することも可能。
当初はコミカルなシーンも多々あったが、物語が進むにつれて「宇宙警察を壊滅させて宇宙を犯罪だらけの世界へと導き、再び多額の悪銭を稼ぐ」という真の目的と犯罪の黒幕としての本性を現し、金のためには手段を選ばない冷酷かつ残酷な一面を覗かせることが多くなる。度重なる商売の妨害により、累計損失額が100億ボーンを超えたことによる逆恨みの怒りから宇宙警察への報復を決行。デカレンジャーが出動していたため手薄となっていたデカベースを怪重機アブトレックスと多数のドロイド、最強最悪の傭兵軍団によって占拠し、さらにルーレットによって決めたターゲットの街をデカベースロボに破壊させるなど、宇宙警察に対する信頼の失墜、さらには地球に向かっていた宇宙警察の主力部隊の壊滅をも目論む。しかし、地球署のデカレンジャーによってその野望は阻まれ、「私を倒して終わりと思うな！この宇宙に人類がある限り、絶対に犯罪はなくならない！誰の中にも、私と同じ欲望があるのだ」と言い残し、ディーバズーカでデリートされた。
- 脚本の荒川稔久は、初期のインタビューにて「徐々にアブレラの背後にいる組織の存在を出していく」と述べていたが、最終的にはアブレラ自身が黒幕という形になった。荒川は、犯罪をテーマとしていることから、巨悪を倒してすっきりさせるよりも、現実の警察に即した持続感を優先したと述べている。また、アブレラが採算を優先する死の商人という金銭に支配された価値観を象徴した存在として描くことによって、その対比として人と人との結びつきを重視することを作品のテーマとしている。
  - スーツアクターを務めた岡本は、中間管理職のつもりで演じていたという。デザインを担当した森木靖泰も上位の黒幕がいるものと考えていた。パイロット監督の渡辺も、アブレラが退場した際にオープニングを変更しなければならないことを考えていたという。

- デザインモチーフはコウモリ。またセールスマンのイメージからネクタイの意匠が取り入れられている。頭部のフードは撮影時にカメラが映り込んだり、照明の加減が難しいなどの問題が生じていた。

『魔法戦隊マジレンジャーVSデカレンジャー』
冥獣人デーモン エージェントXアボロスという弟子がいたことが明かされる。
『特捜戦隊デカレンジャー 10 YEARS AFTER』
レイドリッヒの手によってクローン体が登場。デカレンジャーへの復讐のために立ちはだかるが、テツの操縦するデカレンジャーロボに敗れる。

### ヘルズ3兄弟
拠点とした星を徹底的に蹂躙し、宇宙を荒らしてきたリバーシア星人の3兄弟。79もの星を消滅し、100人以上のスペシャルポリスが犠牲になっており、特キョウからマークされるほどの極悪犯罪者で、彼らが地球を標的にした際にはアブレラですら地球での商売を断念しようとしたほど。ブリッツの必殺技発動時や、サキュバスが生命エネルギーを全放出してブリッツを復活させた際、さらにタワーを改造してアジトを築いた際に魔法陣のような文様が現れている。圧倒的な力でデカレンジャーとデカマスターを翻弄し、一度は完全勝利する。また、怪重機ゴッドパウンダーをもってデカレンジャーロボを叩きのめした。
- レギュラーとして登場させるという案も検討されていた[86]。
- デザインは共通の宇宙服を着用していると想定しており、それぞれ刃物をモチーフとしている[87]。

リバーシア星人 ブリッツ・ヘルズ
声 - 土田大 / スーツアクター - 大藤直樹
Episode.21 - 23に登場。「宇宙の死神」を自称する3兄弟の長兄。ボンゴブリンとサキュバスが打ち上げた花火を合図に目標の惑星に降り立ち、全土を蹂躙する。弟たちの力を合わせた以上の強さを持つと言われており、作中にて実力でデカマスターに勝利した唯一のアリエナイザーであるほか、初登場時にはディーバズーカの弾丸をも握りつぶすなど凄まじい戦闘力を持つ。多重銃身の稲妻散弾銃と稲妻状の刀身の稲妻剣に変形する武器を操り、雷を操り雷雲を発生させ敵を攻撃するグレイトフルデッドサンダーを必殺技としている。自らの必殺技にサキュバスを巻き込んでも、「我ら兄弟の掟」と全く意に介さない非情さも持つ。デカレッドとデカブレイクの同時必殺技によりデリートされるが、サキュバスが自らの生命エネルギーを与えたことにより復活。怪重機ゴッドパウンダーに乗り込み、再起を図るため逃走するが、ライディングデカレンジャーロボとの激闘に敗れてゴッドパウンダーと共に爆死した。
後の事件ではパウチ星人ボラペーノが自身のコピー能力によって彼に変身しデカレンジャーと戦ったものの、成長したデカレンジャーには通用せず圧倒されて敗れる。また、ボラペーノは彼に変身する際に彼を「宇宙最強のアリエナイザー」と称している。
- デザインには稲妻の意匠が入れられている。剣を耳にあしらっている。

リバーシア星人 ボンゴブリン・ヘルズ
声 - 桜井敏治 / スーツアクター - 村岡弘之
Episode.21、22に登場。3兄弟の次兄。一人称は「オラ」で、ブリッツを「あんちゃん」と呼ぶ。先遣隊としてサキュバスとともに目標となる惑星に降り立つ。何万本ものビルや何でも食べ尽くす鉄の胃袋と、いかなる衝撃をも吸収するボヨヨン・マッスルと呼ばれる柔軟かつ頑強な鍛え上げられた筋肉の持ち主で、特に後者はデカマスターのディーソードベガすら弾くほどの高い弾性を持っているが、その筋肉の隙間が弱点である。発達した筋肉のためパワーのみならずジャンプ力を生かしたスピード戦も得意とするなど、戦闘能力が高く、デカレンジャーが5人がかりで手も足も出なかったが、知能は高くない。のどちんこを強力なエネルギーで刺激すると巨大化する特異体質だが、その後は筋肉痛に苛まれるらしい。デカバイクロボのソードトルネードによってデリートされた。
『特捜戦隊デカレンジャーVSアバレンジャー』では、サウナギンナンの力で復活を遂げる。
- 上半身は、剣を筋肉で弾き返すアクションを見せるため、裸となっている。

リバーシア星人 サキュバス・ヘルズ
演 - 蒲生麻由 / スーツアクター - 蜂須賀祐一
Episode.21 - 23に登場。3兄弟の末娘で、最初に地球に現れた。3兄弟の中で唯一、人間に似た姿であり、戦闘時にはヘルメットを装着する。ブリッツを「お兄ちゃん」、ボンゴブリンを「兄貴」および「ボン兄（にい）」と呼ぶ。
サディスティックな性格の持ち主であり、デカイエローを圧倒した上でこれまで繰り返してきた破滅のビジョンを見せるも、それに屈しなかったジャスミンを気に入り仲間に誘った。両腕に装備したカッターが武器でありツインカムエンジェルと交戦し追い込んだほか、恐怖におびえる人間などの生命エネルギーを吸収する能力を持っている。ブリッツと共にデカブレイクと戦うも、ブリッツのグレイトフルデッドサンダーをデカブレイクもろとも受けて瀕死になり、ブリッツがデリートされた際に自らの生命エネルギーを全放出して彼を蘇生させ、ブリッツが復活すると同時に消滅する。
『特捜戦隊デカレンジャーVSアバレンジャー』では、サウナギンナンの力で復活を遂げ、アバレイエロー、デカイエロー、デカピンクと交戦する。
- 極力造形物を抑え、ストレートに体の線が出るようにデザインされた。
- サキュバスを演じる蒲生は、前作『アバレンジャー』でリジュエルのオーディションを受けている。

### 最強最悪の傭兵軍団
Episode.49、50に登場。
アブレラがデカベース占拠計画のため配下に加えた4人の最凶アリエナイザー。いずれも元はかつてドギーに捕らえられ特殊刑務所に収監となった極悪犯罪者だったが、アブレラが同計画のため脱獄させた。全員がハイパーマッスルギアを装備しており、多数のドロイドや怪重機アブトレックスを用いてデカレンジャーを追い詰める。
- アブレラのスーツがアクションには不向きであったことから設定された[49]。当初は5色のイーガロイドを登場させるという案も存在した[49]。
- デザインは、それまでマッスルギアを装着したアリエナイザーが偶然海の生き物をモチーフとしていたことから、意図的に海の生物をモチーフとしている[65]。

ゲド星人 ウニーガ
声 - 中井和哉 / スーツアクター - 岡元次郎
Episode.49、50に登場。最強最悪の傭兵軍団の一人で、4人の中でも最強の実力者。剣術を得意とし、剣術特性のハイパーマッスルギアを装備し、剣術の破壊力を強化した。アブレラが開発した最高級ドロイドであるイーガロイドのモデルでもあり、イーガロイドの得意技であるクロスバーストを得意とする他、あまりの威力にデータ化できずイーガロイドにもコピーすることができなかったウニーガ・ダイナミックを必殺技とする。
バンとホージーを足止めするが、ホージーの計らいでバンを取り逃し、ホージーを追い詰めた。
最終決戦でデカブレイクと交戦し、彼の必殺拳ソニックハンマーによってデリートされる。
- デザインモチーフはウニ。イーガロイドより強く見えるようデザインされた。

ドラグ星人 ガニメデ
声 - 岸祐二 / スーツアクター - 村岡弘之（Episode.50）、竹内康博
Episode.49、50に登場。最強最悪の傭兵軍団の一人。腕のハサミを使用したガニスラッシュという技を持ち、甲羅のような固い体をさらに強化する防御特性のハイパーマッスルギアを装備している。ウメコによって足止めされ、泡が大量に入ったバスタブの中に沈められる。最終決戦ではデカブルーとデカグリーンと交戦し、ブルーフィニッシュとグリーンクラッシュの連続攻撃によってデリートされる。
- デザインモチーフはカニ。デザイン画は頭部とハサミのみが描かれた。マッスルギアを着用するため、頭部のみでカニと分かるようストレートなデザインとなった。
- 声を担当した岸は、監督の竹本が担当した作品の常連であり、ウニーガ役の中井とスケジュールの都合があったことから起用された。

ジャーゴ星人 スキーラ
声 - 篠原恵美 / スーツアクター - 大林勝
Episode.49、50に登場。最強最悪の傭兵軍団の一人で、軍団の紅一点。射撃が巧く、銃の命中精度を上げるためにスピード特性のハイパーマッスルギアを装備している。
センちゃんとジャスミンを付け狙うも、S.P.Dシグナルで暗号を伝えて仲間にヒントを与えた2人に追い詰められる。最終決戦ではデカイエローとデカピンクの2人と交戦。彼女たちのツインカムシュートによってデリートされる。
- デザインモチーフはシャコ。

ギモ星人 アンゴール
声 - 園部啓一 / スーツアクター - 村岡弘之、三住敦洋
Episode.49に登場。最強最悪の傭兵軍団の一人。自慢の怪力をさらに強化するパワー特性のハイパーマッスルギアを装備している。アブトレックスの操縦も担当した。デカウイングキャノンとデカバイクロボによるツインロボ・アルティメットバスターによってアブトレックスごとデリートされる。
- デザインモチーフはアンコウで、顎や提灯にはサンゴの意匠も入っている。デザイン画は頭部のみが描かれた。ガニメデ同様、頭部だけでモチーフがアンコウと分かるような造形を意識してデザインされた。

### その他のアリエナイザー
スペキオン星人 ジェニオ
声 - 野田圭一 / スーツアクター - 日下秀昭
Episode.28、29に登場。自らの犯罪を「芸術」と称し、パウチ星人ボラペーノなど、アリエナイザーの間でも彼を崇拝する者は多い。また、物語開始時点より遡ること15年前にテツの両親を殺害した犯人でもあり、124の惑星で1万人以上の人々を鏡の世界に閉じ込め誘拐・幽閉してきた。
鏡など光を反射する物体の中に自在に入り込む、光速で移動するなど、光にまつわる特殊能力を使用可能で、自身の胸の鏡との合わせ鏡で自分以外の物質を光にする「ミラーイリュージョン」によって数々の星の人々を生きたまま鏡の中に取り込みポートレート化してきた。テツによって物語開始時点より2年前に光のないクリスト星に追い詰められ逮捕されるが、宇宙警察の科学力をもってしてもミラーイリュージョンの能力および被害者を救出する方法が解明できないために当時はデリート許可が下りず、監獄衛星アルカポに収監されている。
テツがボラペーノの事件との関連性を尋ねるためにアルカポを訪れた際にテツの両親の死の真相を語り、テツが流した涙を利用して脱獄。地球にてテツにかつてクリスト星で発言した「死以上の苦しみを味わわせる」を具現化するためにセンちゃん、ウメコ、ホージー、ジャスミンを次々と鏡世界へ閉じ込める。さらにバーツロイドに怪重機メガロリアを操縦させて街を襲わせ、デカバイクロボでメガロリアを倒したデカレッドをもデカバイクロボごと鏡世界へ閉じ込めるが、バンの策略を受けその様子を見ていたテツにミラーイリュージョンの秘密を見抜かれる。デカブレイクとの戦闘でも圧倒し、さらに鏡世界に閉じ込めた地球署のデカレンジャーのポートレートを見せつけて彼を精神的にも追い込むが、バンたちの挑発を受けたことでデカブレイクをも鏡世界へ閉じ込めようとした際にその隙を突かれて胸の鏡を壊され、ミラーイリュージョンの能力を失うと共にこれまでポートレート化してきた人々を解放される。ジャッジメントによりデリート許可の判決を受け、デカブレイクのバイザーを利用して光の速さで逃亡を試みるも、デカブレイクの超高速拳スーパーライトニングフィストで迎撃され、高速拳ライトニングアッパーによってデリートされた。
『特捜戦隊デカレンジャーVSアバレンジャー』では、サウナギンナンの力で復活を遂げる。
- デザインは『羊たちの沈黙』のハンニバル・レクターをイメージしている。デザインイメージは、知的でなおかつ狡猾。

宇宙生物 ブラウゴール
Episode.42、43に登場。惑星そのものを主食とする狂暴な宇宙生物で、グロンチウムという鉱石が放つエネルギーを受けることで急激な成長を遂げる。倒されても別の個体に自分のエネルギーを分け与えることができ、その際エネルギーを受け取った個体はさらに超巨大に成長するだけでなく、グロンチウムを含む隕石を呼び寄せることも可能であり、この隕石の衝突の瞬間に発生する莫大なエネルギーは、ブラウゴールをより大繁殖させる。なお、ブラウゴールは角の数が多ければ多いほど強いとされている。
作中ではスマスリーナ星人ニカレーダがアブレラの協力を得て地球に卵を持ち込み、その1つが採石場で孵化。スワットモードとなったデカレンジャーを追い詰めるほどの戦闘力を発揮し、グロンチウムを含んだ巨大隕石の接近による影響で急速に成長を遂げて巨大化。デカバイクロボを窮地に追い込むが、スーパーデカレンジャーロボのガトリングパンチとダイナマイトアッパーによって倒される。しかし、もう1つの卵から孵化した弟が兄のエネルギーを受け継いで急成長。さらに巨大隕石の接近による影響で超巨大化し、デカベースロボのボルカニックバスターさえものともしない強さを見せるも、デカレンジャーロボとデカバイクロボ、デカベースロボのパトエネルギーをデカウイングキャノンに集結して放たれたオールスター・アルティメットバスターによって倒された。
アブレラにとってこれは大きな商売だったとのことで、それを潰した地球署のデカレンジャーへの怒りは、後の「宇宙警察なんか怖くないキャンペーン」、さらにデカベースへの襲撃および占拠へと加速する。
- デザインは成田亨の手掛けた怪獣やエイリアンが意識されており、手のような形状の2つの口や物を掴むことができない手などで「他者を傷つける能力しか持たない捕食生物」であることを表現している。眼は意思を感じさせるためあえて外している。弟は頭部の角以外は兄とは基本的に共通である。

### ドロイド
等身大の戦闘工作用ロボット。予算に応じて3段階のランクがある。デカレンジャーからは「メカ人間」と呼称される。掌サイズの球体になることができ、携帯も容易である。それぞれ顔に名前に由来するものがついている。
アーナロイド
声 - 塩野勝美、穴井勇輝
数の多い安価型低級ドロイド。一度に百体が出現したこともある。武器はアーナナイフとSPシューターと同程度の威力を持つ専用の銃・アーナビームガン。「ウィーン」としかしゃべれないが言葉は理解できる模様。人間に変身することが可能。
- デザインモチーフは衛星（月）。顔の穴はクレーターをイメージしている。

バーツロイド
声 - 塩野勝美、穴井勇輝
アーナロイドよりも性能が高く、怪重機の操縦までこなす中級ドロイド。武器はX型の剣・バーツソードと、デカレンジャーのディーショットとほぼ互角の威力を持つ専用銃・バーツショット。2 - 3体ほどでデカレンジャーのメンバーと互角の戦闘力となるが、単体でデカレンジャーのメンバー4人を圧倒したこともある。また、理解不能ではあるものの言葉を話すことができる。アーナロイド同様、人間に変身することが可能。
- デザインモチーフは惑星（地球と土星）。色は地球を、顔の装飾は土星の環をそれぞれイメージしている。

イーガロイド
声 - 中井和哉 / スーツアクター - 岡元次郎
ゲド星人ウニーガのデータをモデルに製作された、高い知能と言語能力を備える最高級商品のドロイド。量産型ドロイドとしては戦闘力が高く、デカレンジャーのメンバーを個々に相手にする場合は彼らを圧倒する力を持ち、5人相手でも苦戦させている。武器は細身のイーガソードと2本の大型のイーガブレードという2種類の剣と専用の銃・イーガマグナム。また、ウニーガの剣技を元にした必殺技クロスバーストを持つ。デカレンジャーの面々（特にジャスミン）からは、栗のイガの形に似ていることから「イガイガ君」と呼ばれる。
- デザインモチーフは恒星（太陽）。